# Голд-Бич
«Голд-Бич» (gold beach в переводе с англ. — «золотой пляж») — кодовое название одного из основных районов высадки союзных войск на территории оккупированной Франции в ходе Нормандской операции, во время Второй мировой войны. Высадка на побережье началась 6 июня 1944 г.
В плане вторжения «Голд-Бич» был предназначен для высадки 50-й нортумбрийской пехотной дивизии, которой командовал генерал-майор Дуглас Александр Грэхэм и 8-й бронетанковой бригады из состава 2-й армии генерал-лейтенанта Майлса Демпси. Весь пляж был поделён с запада на восток на три основных сектора: «Айтем», «Джиг» (который, в свою очередь, был поделен на участки «Грин» и «Ред») и «Кинг» (также поделённый на участки «Грин» и «Ред»). Четвёртый сектор, названный «Хау», так и не был использован в операции.
Участок высадки между Ле Хамель и Вер-сюр-Мер находился в ведении 50-й нортумбрийской дивизии (включавшей в себя девонширский, дорсетширский и восточно-йоркширский полки), усиленной некоторыми частями 79-й бронетанковой дивизии. 231-я пехотная бригада должна была высадиться в секторе «Джиг» у Анель, а 69-я бригада — в секторе «Кинг», напротив Вер-сюр-Мер. 47-й батальону морской пехоты было приказано высадиться в секторе «Айтем».

## Боевые задачи
Первостепенными боевыми задачами, возлагавшимися на 50-ю дивизию в день высадки, были захват плацдарма на побережье между Арроманшем и Вер-сюр-Мером (что позволило бы использовать искусственные гавани союзников), и продвижение в южном направлении к шоссе с последующим захватом города Байё и перекрытием дороги на Кан для противника.
231-я и 69-я пехотные бригады должны были первыми высадиться на побережье и захватить плацдарм, после чего следующие за ними 56-я и 151-я пехотные бригады при поддержке танков 8-й бронетанковой бригады начнут продвижение на юго-запад, к 13-му шоссе.
На западе, 47-й батальону морских пехотинцев предписывалось захватить Пор-эн-Бессен и соедининиться с американскими войсками, которые к тому времени высадятся на «Омаха-Бич».
В задачу 50-й дивизии также входило соединение с канадскими войсками, которые должны были высадиться на «Джуно-Бич».

## Силы немецких войск
Британским частям, высаживающимся на восточной части пляжа, противостояли соединения немецкой 716 (статической) пехотной дивизии: 4-я рота 441-го восточного батальона и 7-я рота 736-го пехотного полка. На западной части пляжа союзникам противостояли опытные части 1-го батальона 916-го пехотного полка 352-й дивизии. Эти соединения находились в прибережных специально укреплённых домах, разбросанных вдоль побережья между городами Ле Хамель и Ла-Ривьер-Сен-Совёр. Эти дома, однако, оказались очень уязвимы перед бомбёжками с моря и воздуха.
Центральный участок пляжа был болотистым, и он оборонялся только 3-й ротой 441-го восточного батальона, состоящего в основном из советских коллаборационистов. Основными орудиями в этом секторе являлись 50-мм пушки в бетонных укреплениях и 75-мм орудия, установленные в ДОТах.
Глубже в тылу было установлено несколько артиллерийских батарей в Мон-Флери, Ри, Марфонтен, Крёлли, и Крепоне. Огонь этих батарей должен был покрывать всю территорию пляжа.
На вершине скалы возле Лонг-сюр-Мер был расположен наблюдательный пункт для корректировки огня 155-мм орудий, находящихся примерно в километре пути, в глубине прибережной территории.

## Первая атака

Бронетранспортёры Universal Carrier 50-й дивизии выгружаются на берег.

Перед тем, как началась сама высадка, немецкие оборонительные позиции были атакованы эскадрильями средних и тяжёлых бомбардировщиков, после чего обстрел немецких позиций продолжился, но уже силой корабельной артиллерии союзных крейсеров.

### Сектор «Кинг»: Ла-Ривьер — Вер-сюр-мер
Высадка в секторе «Кинг» была назначена на 7:25 утра (на 50 минут позже, чем в американском секторе, учитывая разницу во времени прилива с запада на восток). Англичане знали, что пляж укреплён противотанковыми заграждениями и минами, поэтому, согласно плану, военные инженеры, находящиеся в первой волне высаживающихся, должны были устранить все эти препятствия. Однако, из-за сильного северо-западного ветра уровень воды на пляже был выше, чем ожидалось: вода накрыла большое число мин и преград, из-за чего военные инженеры не смогли их обезвредить. Те инженеры, которые смогли добраться до заграждений, попали под огонь неприятеля, что значительно затруднило расчистку побережья. Также было решено выгружать танки, оснащённые системой Duplex Drive, не в море у пляжа, а прямо на само побережье.
Первая волна солдат попала под сильный немецкий огонь и понесла большие потери. 1-й батальон пехотного хэмпширского полка буквально за первые минуты высадки потерял командира и его заместителя. За хэмпширцами следовали коммандос 4-й бригады морской пехоты — они также потеряли много людей из-за плотного огня неприятеля.
Решение спускать «ДД-танки» прямо на пляж во многом оказалось спасительным для пехоты: как только машины оказывались на побережье, они начинали оказывать поддержку пехоте, из-за чего немецкое сопротивление было быстро преодолено. Многие немецкие укрепления в то утро были уничтожены ещё до самой высадки, в ходе бомбардировок с моря, поэтому, к тому моменту, когда подошли сухопутные войска, держались уже только основные укрепления. К 10:00 город Ла-Ривьер-Сен-Совёр был освобождён.

### Сектор «Джиг»: Ле Амель — Анель
Солдаты 6-го батальона полка Зелёных ховардцев высадились на берег при поддержке «ДД-танков» 4/7 драгунского и инженерных танков вестминстерского драгунского полков. В этом секторе оборона противника была слабой: прибрежные укрепления были легко уничтожены перед тем, как войска стали продвигаться вглубь побережья, чтобы уничтожить немецкие артиллерийские батареи.
Наступление на Ле Амель продвигалось медленными темпами и британские войска понесли ощутимые потери. Вмешательство 147-го полка королевской артиллерии позволило нейтрализовать немецкие укрепления в том районе и деревня была захвачена примерно к 16:00.
После Ле Амель, 69-я бригада продолжила наступление в южном направлении через Крёлли и Крепон. К 16:00 немцы контратаковали, но безуспешно — прорвать линию британских войск не удалось.

### Сектор «Айтем»
47-й батальон морской пехоты высадился в секторе «Айтем», к востоку от Ле Амель. Задачей батальона являлось немедленное продвижение вглубь французской территории с последующим поворотом направо (на запад) и пересечением 16 км удерживаемой противником территории для захвата и удержания приморского города Пор-эн-Бессен. Захват этого небольшого порта был очень важен для союзников, так как именно в его гавани было бы удобнее всего устроить первоначальный пункт для снабжения высаживающихся войск. В частности, сюда планировалось подавать топливо по проложенным под водой трубопроводам, идущим от стоящих подальше от берега танкеров. Командос успешно высадились, стали двигаться на юг, прошли Арроманш и повернули на запад. Однако, примерно в двух километрах от Пор-эн-Бессена и к югу от батареи в Лонг-сюр-Мере, они были остановлены. Войскам пришлось окопаться на холме 72, и Пор-эн-Бессен пал только 8 июня 1944 г, после тяжёлых боёв.

## На побережье
Несмотря на первоначальное ожесточённое сопротивление, британским войскам удалось прорвать оборону противника с относительно небольшими потерями, чему немало помогла поддержка со стороны 79-й бронетанковой дивизии, многие танки которой были оснащёны специальными инженерными приспособлениями — так называемыми «примочками Хоббарта».
Такие машины как танк «Шерман-краб», оснащённый бойковым тралом для прокладывания проходов в минных полях, оказалась жизненно необходимой. С помощью инженерных машин Хоббарта в районе высадки расчищались минные поля и укладывались фашины для преодоления рвов и вязких мест.
Высадившиеся войска смогли совладать со всеми препятствиями, ожидавшими их на пляже, и стали продвигаться вглубь оккупированной французской территории.

## Поддержка с моря
Флотское подразделение «G», штурмовавшее «Голд-Бич», было составлено из сотен судов. Среди них британские крейсеры «Аякс», «Аргонавт», «Эмеральд», «Орион» и линкор «Уорспайт». В операции также принимал участие крейсер войск Свободной Франции «Жорж Леги».

## Немецкая оборона в глубине побережья
Значительное сопротивление, оказанное расположенными в глубине оккупированной территории артиллерийскими и миномётными батареями, затруднило высадку, но к 10:00 Ла-Ривьер-Сен-Совёр был взят, а через несколько часов был взят и Ле Хамель. Морские пехотинцы смогли закрепиться в полутора километрах от Пор-ен-Бессена после того, как обнаружили, что немецкая батарея в Лонг-сюр-Мер была уничтожена огнём крейсера «Аякс».

## После высадки
После успешной высадки началась Операция «Перч», которая знаменует собой начало Битвы за Кан.